# Hotel Hafen Hamburg

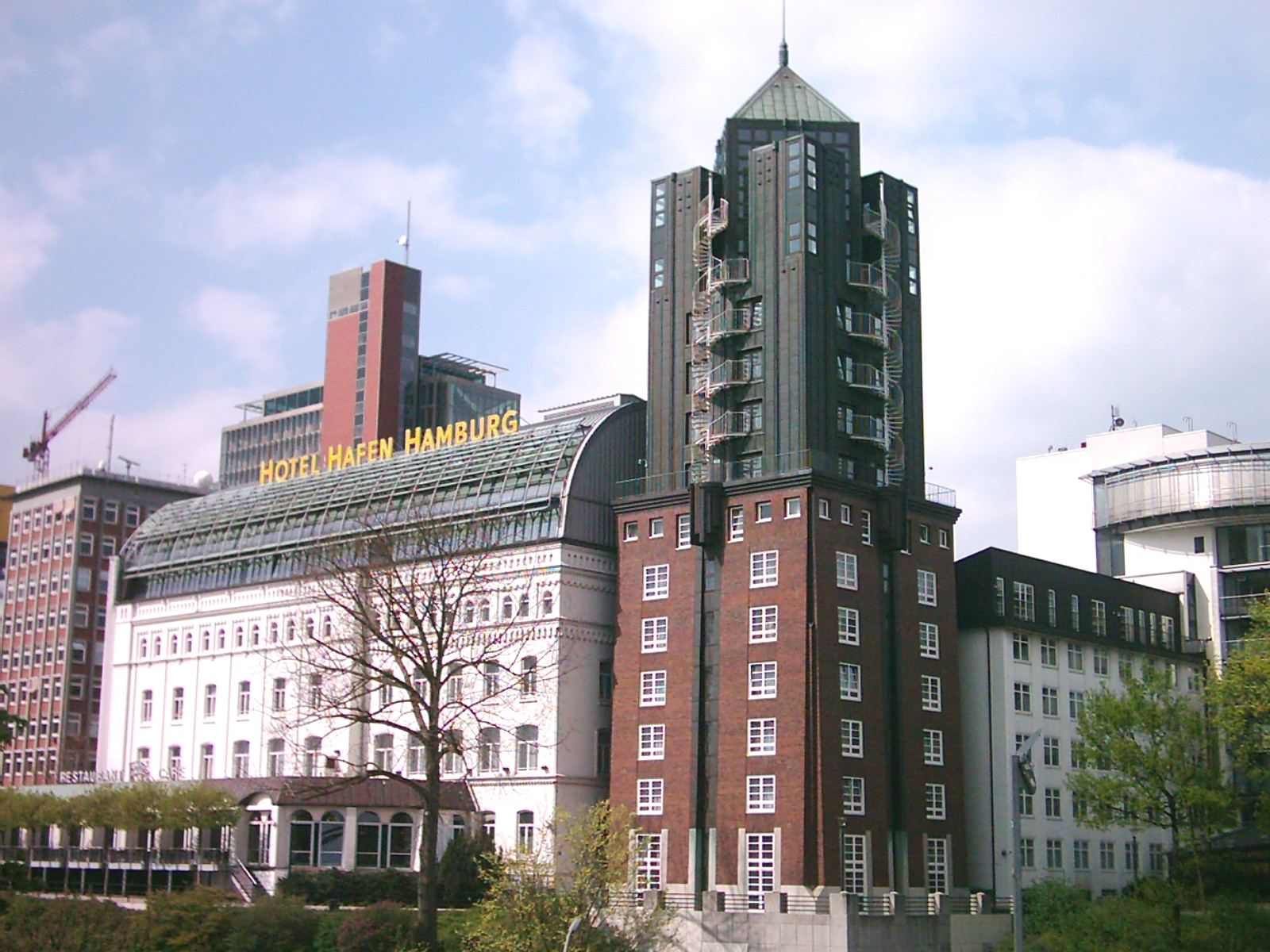
Das Hotel Hafen Hamburg

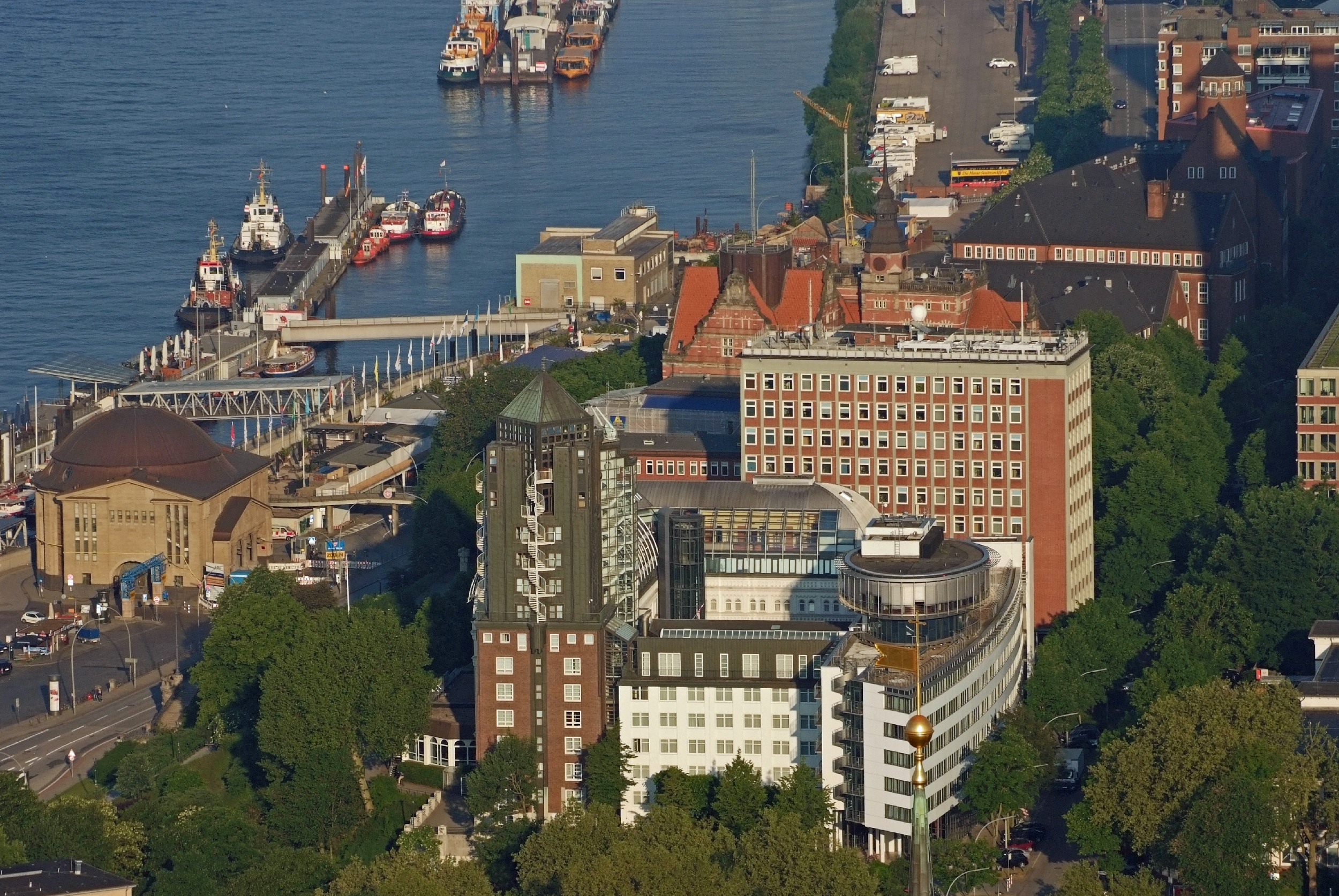
Das Gebäude aus der Vogelperspektive

Das Hotel Hafen Hamburg ist ein Gebäude im Hamburger Hafen bei den St. Pauli-Landungsbrücken.

## Lage und Beschreibung
Das Gebäude befindet sich an der Seewartenstraße westlich der Kersten-Miles-Brücke in Hamburg-St. Pauli. Der kleine Zeiger der Turmuhr der Vorgängerkirche der Hauptkirche St. Michaelis ist am Eingang von der Seewartenstraße zum Hotel Hafen Hamburg als Blickfang angebracht. Von den Landungsbrücken führt die Willi-Bartels-Treppe einen Abhang hoch zum Hotel. Entlang der wasserseitigen Front befindet sich eine hochgelegene Fußgängerpromenade, die von der Kersten-Miles-Brücke nach Westen bis zur Davidstreppe führt.
Das zweiflügelige Gebäude hat rote und gelbe Backsteinfassaden, die weiß überstrichen sind und eine gläserne Dachzone. Zwischen den rechtwinklig angeordneten Gebäudeteilen befindet sich ein Klinkerturm mit einem kupfernen Aufsatz. Im Turm befindet sich in 62 Metern Höhe eine Bar.

## Geschichte und Nutzung

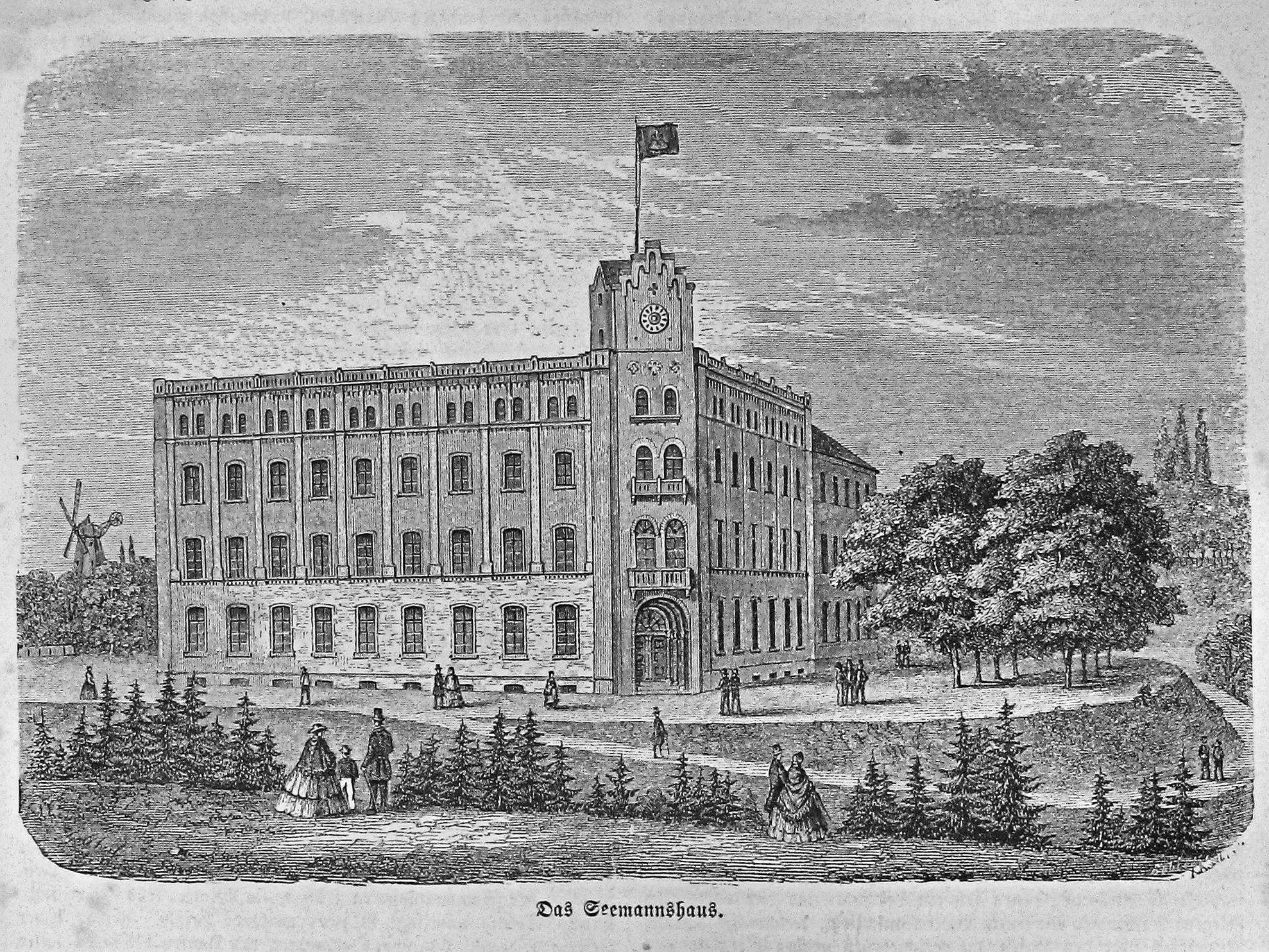
Ursprüngliches Seemannsheim um 1860

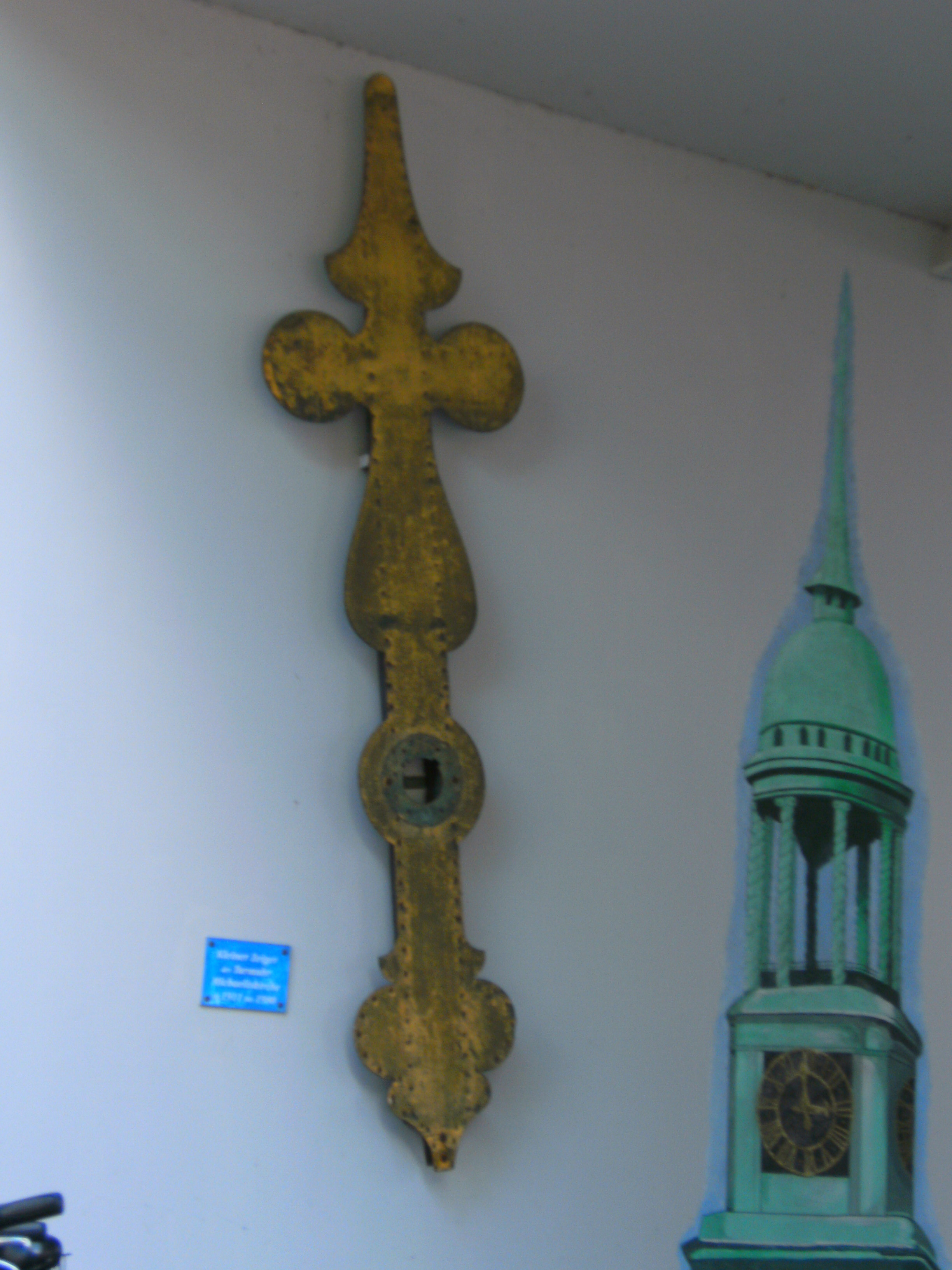
Hamburg, Hotel Hafen Hamburg: Kleiner Uhrzeiger der Vorgängerkirche Hauptkirche St. Michaelis von der Seewartenstraße aus gesehen

Das Ursprungsgebäude wurde 1856 bis 1858 nach Plänen von Christian Timmermann erbaut. Es wurde von Reedern errichtet, die es als Seemannsheim mit Krankenstation nutzen wollten. Da die meisten Seeleute die damit einhergehende soziale Kontrolle mieden, wurde das Gebäude auch anderweitig genutzt. So befand sich darin zeitweilig das Tropenkrankenhaus, eine Navigationsschule, die Seemannsmission und eine als „Heuerstall“ bezeichnete Zahlstelle.
Während der Weltkriege wurde das Haus von der Marine als Ausbildungsstätte benutzt, nach Kriegsende jeweils für einige Zeit von der britischen Royal Navy beschlagnahmt, um anschließend wieder als Seemannsheim geöffnet zu werden. Von 1975 bis 1979 stand es leer.
1979 pachtete Willi Bartels das mittlerweile renovierungsbedürftige Backsteingebäude. Er ließ es umbauen und eröffnete Ende 1979 das Hotel Hafen Hamburg mit zunächst rund 100 Zimmern. Gemeinsam mit seiner Familie besaß er zuvor bereits ein umfangreiches Immobilienvermögen, vor allem auf St. Pauli.
1984 bis 1986 wurde das Gebäude nach Plänen der Architekten Kleffel & Köhnholdt erweitert und zwischen 1998 und 2000 nach Entwürfen von Meyer & Fleckenstein aufgestockt und zu dem heutigen Hotelkomplex umgebaut. Das benachbarte ehemalige Schwesternheim wurde in den Bau mit einbezogen. Im Rahmen der Erweiterungen wurde der Turm erbaut.